# ISO/IEC 31010
ISO/IEC 31010 é uma norma da família de gestão de risco criada em 2009 pela International Organization for Standardization (ISO) em parceria com a International Electrotechnical Commission (IEC). O nome completo desta norma é "ISO.IEC 31010:2009 – Risk management – Risk assessment techniques", que foi traduzida pela ABNT como "NBR ISO 31010: Gestão de riscos: Técnicas para o processo de avaliação de riscos".
A ISO/IEC 31010 não é uma certificação, mas sim uma norma de apoio a ISO 31000, trazendo ferramentas que apóiam e dão estrutura para a avaliação de riscos.

## As Ferramentas
A Norma apresenta um total de 31 ferramentas, a saber:
1. Brainstorming
2. Entrevistas Estruturadas ou Semi-estruturadas
3. Método Delphi
4. Checklists
5. Análise Preliminar de Perigos (APP)
6. Estudo de Perigos e Operabilidade (HAZOP)
7. Análise de Perigos e Pontos Críticos de Controle (HACCP)
8. Avaliação de Riscos Ambientais
9. Técnica Estruturada de What-If (SWIFT)
10. Análise de Cenários
11. Análise de Impactos no Negócio (BIA)
12. Análise de Causa-Raiz (RCA)
13. Análise de Modos de Falha e Efeitos (FMEA/FMECA)
14. Análise de Árvore de Falhas (FTA)
15. Análise de Árvore de Eventos (ETA)
16. Análise de Causa & Consequência
17. Análise de Causa-e-Efeito
18. Análise de Camadas de Proteção (LOPA)
19. Árvore de Decisões
20. Análise de Confiabilidade Humana (HRA)
21. Análise de Bow-Tie (Bow-Tie Analysis)
22. Manutenção Centrada em Confiabilidade (RCM)
23. Análise de Circuitos Ocultos (Sneak Circuit Analysis)
24. Análise de Markov
25. Método de Monte Carlo
26. Estatística Bayesiana e Redes de Bayes
27. Curvas F-N
28. Índices de Risco
29. Matriz de Probabilidade/Consequência
30. Análise de Custo-Benefício (CBA)
31. Análise de Decisão por Multicritérios (MCDA)